# Шумановский сельсовет
Шумановский сельсовет — муниципальное образование со статусом сельского поселения и административно-территориальное образование в Немецком национальном районе Алтайского края России. Административный центр — село Шумановка.

## Демография
По результатам Всероссийской переписи населения 2010 года, численность населения муниципального образования составила 1288 человек, в том числе 618 мужчин и 670 женщин. Оценка Росстата на 1 января 2012 года — 1273 человека.

## Населённые пункты
В состав сельского поселения входит один населённый пункт — село Шумановка.